# Sowerbaea
Classification APG II (2003)
Genre
Sowerbaea est un genre de plantes vivaces de la famille des Laxmanniaceae originaire d'Australie.
Le genre a été inclus autrefois dans les Anthericaceae, Liliaceae et Lomandraceae. 
Ce sont des plantes à port dressé, aux feuilles alternes. Les fleurs regroupées en inflorescence, peuvent être lilas, blanc ou rose pourpre. 

## Espèces
- Sowerbaea alliacea F. Muell.
- Sowerbaea juncea Andrews,
- Sowerbaea laxiflora Lindl.,
- Sowerbaea multicaulis E. Pritz.,
- Sowerbaea subtilis D. A. Stewart

Le genre a été décrit pour la première fois par James Smith en 1798. 
Le genre doit son nom à un illustrateur botanique, James Sowerby.